# Carlo Caccia Dominioni
Carlo Caccia Dominioni (14. května 1802, Milán – 6. října 1866, Cornate d'Adda) byl italský římskokatolický kněz, který se v roce 1855 stal pomocným biskupem milánské arcidiecéze a v roce 1857 titulárním biskupem famagustským.

## Život
Narodil se do milánské šlechtické rodiny, roku 1812 vstoupil do semináře a roku 1826 byl vysvěcen na kněze. Roku 1853 byl jmenován členem arcidiecézní kapituly a o dva roky později vysvěcen na biskupa. Po smrti arcibiskupa Romilliho se stal v roce 1859 administrátorem Milánské arcidiecéze, a jelikož pak italská vláda odmítla uznat nového arcibiskupa Balleriniho, musel arcidiecézi nadále spravovat Dominioni. Pak ovšem vystoupil proti Italskému království, musel uprchnout nejprve na rodové sídlo v Cornate d'Adda, později byl deportován do Turína.